# Collectivum
Een collectivum (ook wel 'collectief', verzamelwoord of 'verzamelnaam' - mv: collectiva) is een zelfstandig naamwoord dat, hoewel het enkelvoud is, een veelheid van bijeenhorende dingen of zaken aangeeft.
- het bos: een verzameling bomen
- het leger: een verzameling soldaten
- de jeugd: een verzameling jonge personen
- de bebouwing: een verzameling gebouwen